# Risorgimento!
Risorgimento! ist eine Oper in einem Akt von Lorenzo Ferrero nach einem italienischen Libretto von Dario Oliveri, verfasst nach einem Szenarium des Komponisten. Sie wurde 2010 fertiggestellt und am 26. März 2011 im Teatro Comunale di Modena uraufgeführt.
Die Oper wurde vom Teatro Comunale di Bologna zum Gedenken des 150. Jahrestages der italienischen Einigung in Auftrag gegeben. Dort gab es zwischen dem 5. und 16. April 2011 sechs Aufführungen, gemeinsam mit Luigi Dallapiccolas Il prigioniero. Das Werk stellt die Entwicklungsgeschichte einer der bekanntesten Opern Giuseppe Verdis, Nabucco, den sozialen und kulturellen Aspekte des Risorgimento gegenüber. Die Personen der Oper – sagt der Komponist – debattieren nicht nur über das Risorgimento, sondern auch über die Erfolgsaussichten der Oper selbst. Diese sind unter anderem dieselben Interpreten, die am 9. März 1842 in der Mailänder Scala in Nabuccos Uraufführung auf der Bühne standen.

## Handlung
Ort und Zeit: Teatro alla Scala, Mailand, Februar 1842.
In einem Proberaum übt der Korrepetitor mit Giovannina Bellinzaghi Fenenas Gebet aus dem vierten Akt der Oper Nabucco. Die Sängerin äußert ihre Zweifel zum Thema und über den künstlerischen Wert der Oper. Währenddessen tritt der Impresario Bartolomeo Merelli ein und verteidigt den Komponisten und sein Werk. Er ruft Nabuccos  Entstehungsgeschichte in Erinnerung und teilt seine Besorgnis über die österreichische Zensur mit. Der Korrepetitor und die Sängerin verlassen den Raum. Merelli bleibt alleine zurück und denkt über den jungen Verdi und seine Gefährtin Giuseppina Strepponi nach, die sich offenbar zu dem Komponisten hingezogen fühlt. Der Korrepetitor kehrt zurück und sie warten gemeinsam auf Strepponis Ankunft. Der Impresario verkündet seine Absicht, Pacinis Oper Saffo an der Scala zu inszenieren. Als die Sängerin endlich kommt, fordert er sie auf, an der Arie der Saffo zu arbeiten. Diese zieht jedoch Verdis Musik vor und beginnt stattdessen Abigailles Terzett einzustudieren. Ihr Gesang wandelt sich zu einem Traum, in dem sie ihre unerklärliche Zuneigung zu Verdi und seiner Musik gesteht.
Merelli und der Korrepetitor kehren zurück, gefolgt von Graf Luigi Barbiano di Belgioioso, welcher die Zustimmung zum Libretto mitbringt. Es folgt eine hitzige politische Diskussion zwischen dem Korrepetitor und dem Grafen, welcher beleidigt den Raum verlässt und die Tür laut hinter sich zuschlägt. Merelli und Strepponi folgen ihm. Der Korrepetitor bereut, dass er sich hat mitreißen lassen, und widmet sich erneut der Probe mit Bellinzaghi. Auch Fenenas Gebet löst sich in einem Traum auf, in welchem der triumphale Erfolg der Oper vorhergesehen wird und auf verschiedene Bilder des Risorgimento wieder ausführlich eingegangen wird. Am Ende des Traumes erscheint ein gealteter Giuseppe Verdi, der nun Senator des Königreiches von Italien ist. In seinem Monolog verbindet er die Nostalgie für die Vergangenheit mit seinem Unbehagen über die ungewisse Zukunft.